# Јаков Тумаркин
Јаков Тумаркин (хебр. יעקב יאן טוּמַרקין; Чељабинск, 15. фебруар 1992) израелски је пливач и репрезентативац. Његова специјалности је пливање леђним стилом, а примарна дисциплина му је 200 леђно.

## Каријера
Тумаркин је на међународној сцени дебитовао на европском јуниорском првенству 2009. где је успео да се пласира у финалне трке и на 100 и на 200 леђно. Већ наредне године на истом првенству осваја и прве медаље, злато на 100 и бронзу на 200 метара леђно. У новембру 2010. на европском првенству у малим базенима у Ајндховену успео је да исплива нови национални рекорд Израела на 200 леђно (време новог рекорда је 1:53,46 минута).
У јулу наредне године, на светском првенству у Шангају 2011. испливао је нови национални рекорд на 200 метара леђно у влеиким базенима (време 1:58,21 минут). Своју једину трку на том првенству Тумаркин је окончао на 16. месту у полуфиналу, и то је уједно било његово прво велико полуфинале на такмичењима највишег ранга.
На европском првенству у Будимпешти 2012. освојио је две бронзане медаље на 100 и 200 леђно, а на истом првенству успео је да исплива и олимпијске квалификационе норме у обе дисциплине. На ЛОИ 2012. у Лондону на 100 метара није успео да прође кроз квалификације пошто је био укупно 24, али је на дупло краћој деоници успео да се пласира у финале и тамо заузме високо 7. место.
Након нешто лошијих резултата у периоду 2013−2014. у августу 2015. поставља нови национални рекорд на 200 леђно (1:55,96). Нешто раније на светском првенству у Казању успева да се пласира у полуфинале трке на 100 леђно где заузима 12. место. На 200 леђно био је 17. у квалификацијама (свега 0,6 секунди спорији од времена потребног за полуфинале), а по први пут је пливао и трку на 200 мешовито у којој је био 14. у квалификацијама, односно 11. у полуфиналу (време 1:58,86).
Други наступ на олимпијским играма уписао је на ЛОИ 2016. у Рио где је на 100 леђно био тек 27. у квалификацијама, док је на дупло дужој деоници успео да се пласира у полуфинале које је окончао на солидном 15. месту.
На свом четвртом у низу светском првенству у Будимпешти 2017. пливао је у 4 дисциплине, а најбољи резултат остварио је на 100 леђно где је заузео 11. место у полуфиналу (53,92 секунде). На 200 леђно био је 23. у квалификацијама (1:59,25 минута), а на 200 мешовито 16. у полуфиналу (1:59,98).
наступио је и на светском првенству у корејском Квангџуу 2019. године.